# Bulbjerg (Flensborg)
Bulbjerg (dansk) eller Bohlberg (tysk) er et statistisk distrikt og boligområde i det sydøstlige Fruerlund i Flensborg. Distriktet grænser i nord mod Fruerlundskov, i øst til Hestoft og Fruerlundgaard og i syd mod Lautrupsbækken, som danner her grænsen til Jørgensby. På dansk findes også formen Bolsbjerg og Boelsbjerg. 
Stednavnet henviser formodentlig til flademålet bol, som betegner et landbrug, som er mindre end en gård, men større end et husmandssted. Den egentlige bebyggelse af området startede dog først i perioden efter første verdenskrig med opførelsen af de første dobbelthuse for krigshandicappede, efterladte og enker. Med tilstrømningen af flygtninge og fordrevne fra de tyske østområder efter anden verdenskrig opstod der igen behov for nye boligområder og boligområdet voksede med nye boligenheder omkring den nyanlagte Nettelbecks Plads. 